# Oldsmobile Silhouette
La Silhouette è un'autovettura monovolume prodotta dalla Oldsmobile dal 1990 al 2004 in due serie.

## Il contesto
Oltre alla Silhouette, la General Motors, cioè il gruppo che possedeva (e possiede tuttora) diversi marchi automobilistici statunitensi, tra cui il marchio Oldsmobile, ha commercializzato anche altre monovolume che erano estremamente somiglianti al modello in questione. Più precisamente vennero lanciati sul mercato, in contemporanea alla Silhouette, anche la Pontiac Trans Sport (più tardi Montana) e la Chevrolet Lumina APV (successivamente Venture). Le tre vetture erano in competizione con la Chrysler Town & Country. Dopo la soppressione del marchio Oldsmobile nel 2004, la Silhouette fu sostituita, nell'anno seguente, dalla Buick Terraza.
La Silhouette si basava sul pianale U della General Motors e fu assemblata dal 1º agosto 1989 al 31 marzo 2004. Era un modello che si poteva classificare come una monovolume di lusso e, per questo motivo, nel film Get Shorty la vettura aveva un ruolo di primo piano. Nella pellicola era soprannominata "The Cadillac of minivans" (cioè “la Cadillac” delle monovolume”), richiamando quindi il prestigioso marchio automobilistico statunitense. Entrambe le serie furono a trazione anteriore, ma per la seconda si poteva scegliere anche la trazione integrale. Il motore era anteriore.

## Le origini

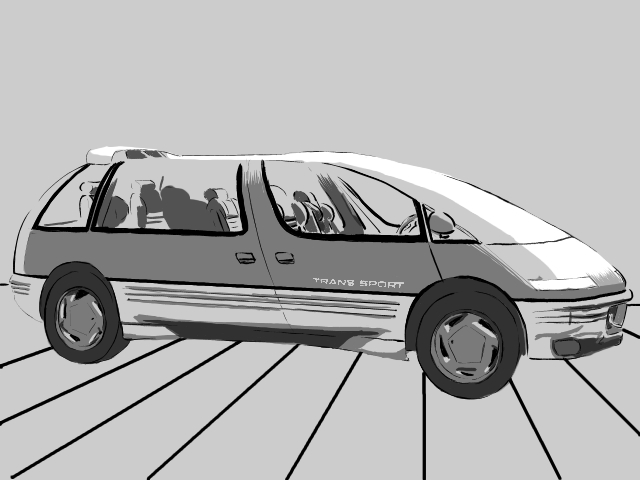
La Pontiac Trans Sport concept car

Il primo tentativo della General Motors di produrre una monovolume per contrastare la Dodge Caravan e la Plymouth Voyager, fu provato negli anni ottanta con la Chevrolet Astro e la sua gemella GMC Safari, ma senza successo, dato il dominio incontrastato della Chrysler in questo settore di mercato. Fu deciso quindi di provare con un secondo tentativo tramite il lancio, negli anni novanta, della Silhouette, della Trans Sport e della Lumina APV. Questi nuovi modelli ebbero più successo del duo Astro/Safari, anche se il design inconsueto della Silhouette e dei modelli gemelli limitò le vendite.
Le origini della Silhouette vanno ricercate nella concept car Pontiac Trans Sport, mostrata la prima volta al pubblico nel 1986. Era caratterizzata dall'avere un design futuristico, sedili singoli rimovibili, altoparlanti integrati, portiere posteriori ad ali di gabbiano ed un uso intensivo di pannelli di vetro (incluso un tettuccio panoramico), oltre ad altre caratteristiche che si potevano trovare solamente su una dream car.
La Pontiac Trans Sport andò poi in produzione, ma come spesso succede, lo stile e le caratteristiche presentate nella concept car non vennero riproposti nel modello destinato alla produzione in serie. Ad esempio, le porte ad ali di gabbiano furono giudicate troppo costose da produrre. Inoltre, queste ultime avrebbero creato parecchi problemi ai possessori dell'auto, dato che con la loro apertura verso l'alto, avrebbero probabilmente urtato contro il soffitto dei garage. Un altro esempio erano i pannelli di vetro, che erano troppo pesanti e costosi; nella produzione di serie furono sostituiti, per quanto riguarda quelli installati sul tettuccio, da pannelli verniciati in nero lucido che richiamavano il design della concept car.
Sebbene la Trans Sport fosse una Pontiac, la General Motors decise di commercializzare delle vetture derivanti dalla concept anche con marchio Chevrolet e Oldsmobile per soddisfare le richieste di una clientela più vasta possibile; infatti la Lumina APV era la più economica, la Trans Sport era quella più sportiveggiante, mentre la Silhouette era il modello più lussuoso.

## La prima serie
La prima Silhouette uscì dalla catene di montaggio il 1º agosto 1989. La prima generazione della Silhouette fu assemblata negli stabilimenti General Motors di Tarrytown, nello stato di New York, ed era costruita sul pianale U del gruppo statunitense. La vettura aveva un telaio tubolare in acciaio galvanizzato che sosteneva una carrozzeria che si arrugginiva con difficoltà e che resisteva alle piccole ammaccature. La tecnica costruttiva utilizzata per ottenere tali qualità fu sviluppata per la Pontiac Fiero, e fu poi largamente utilizzata sulle autovetture della Saturn.
La Silhouette poteva ospitare sette passeggeri, ed i sedili posteriori potevano essere riconfigurabili e rimovibili. Nel 1994 furono disponibili tra gli optional i sedili adatti a trasportare bambini, che si potevano ottenere tirando una linguetta montata sui posti centrali dei sedili posteriori.
Era incluso un pacchetto di regolazione delle sospensioni che comprendeva un compressore operante sugli ammortizzatori posteriori. Questa macchina operatrice immetteva aria negli ammortizzatori per mantenere l'altezza del veicolo costante anche nel caso in cui quest'ultimo trasportava del carico. Inoltre, era previsto un pannello di controllo ed un kit di gonfiaggio utile per immettere aria negli pneumatici, oppure anche in altri oggetti come i materassi ad aria, gli equipaggiamenti sportivi, ecc.
Nel 1994 furono disponibili le porte scorrevoli ad azionamento elettrico radiocomandato. Questo ritrovato tecnologico fu un'innovazione della General Motors.
Dal 1993 al 1995, fu offerto il controllo di trazione, ma era disponibile solamente abbinato al motore 3800, che era opzionale. L'unica trasmissione offerta fu la Turbo-Hydramatic 4T60, che era formata da un cambio automatico a tre o quattro rapporti. Le dimensioni, tranne il passo e la larghezza, variavano in base agli anni di produzione; la lunghezza fu di 4.933 mm dal 1990 al 1993 e di 4.945 mm dal 1994 al 1996, mentre l'altezza fu di 1.656 mm dal 1990 al 1991 e 1.669 mm dal 1992 al 1996.
Questa prima generazione di Silhouette non era commercializzata in Canada. L'ultimo esemplare della prima serie uscì dalle catene di montaggio il 17 maggio 1996.

### Motorizzazioni
- 1990–1995 • LG6: V6 da 3,1 L di cilindrata e da 120 CV di potenza;
- 1992–1995 • 3800: V6 da 3,8 L di cilindrata e da 170-185 CV (opzionale);
- 1996 • LA1 3400: V6 da 3,4 L di cilindrata e da 170 CV;

### I cambiamenti anno per anno
- 1990: la Silhouette, essendo una monovolume di lusso, aveva in dotazione dei sedili rivestiti in pelle. Questo allestimento era disponibile, tra i veicoli simili, solamente sulla Chrysler Town & Country;
- 1991: le lamentele della clientela, che denunciava il riverbero che dal parabrezza finiva per riflettersi anche nel vasto piano orizzontale del cruscotto, portarono all'applicazione di tappetini neri al posto della plastica lucida riflettente utilizzata fino all'anno prima;
- 1992
  - fu disponibile, per il 1992, il nuovo motore V6 di sigla 3800 che fu accoppiato con la trasmissione automatica Turbo-Hydramatic 4T60-E, controllata elettronicamente.
  - l'antenna radio fissa, installata all'altezza del montante anteriore, fu eliminata. Fu sostituita da un'antenna montata sul tettuccio tra la lamiera ed il cielo (cioè il rivestimento interno del tetto);
  - gli specchietti retrovisori esterni furono aggiornati con altri di tipo pieghevole. Furono anche ingranditi per ottenere una migliore visibilità;
  - i freni furono potenziati e fu disponibile di serie l'ABS;
  - il tetto apribile fu aggiunto tra gli optional;
  - il volante con comandi integrati per l'impianto Hi-Fi venne aggiunto alla lista optional;

- 1993

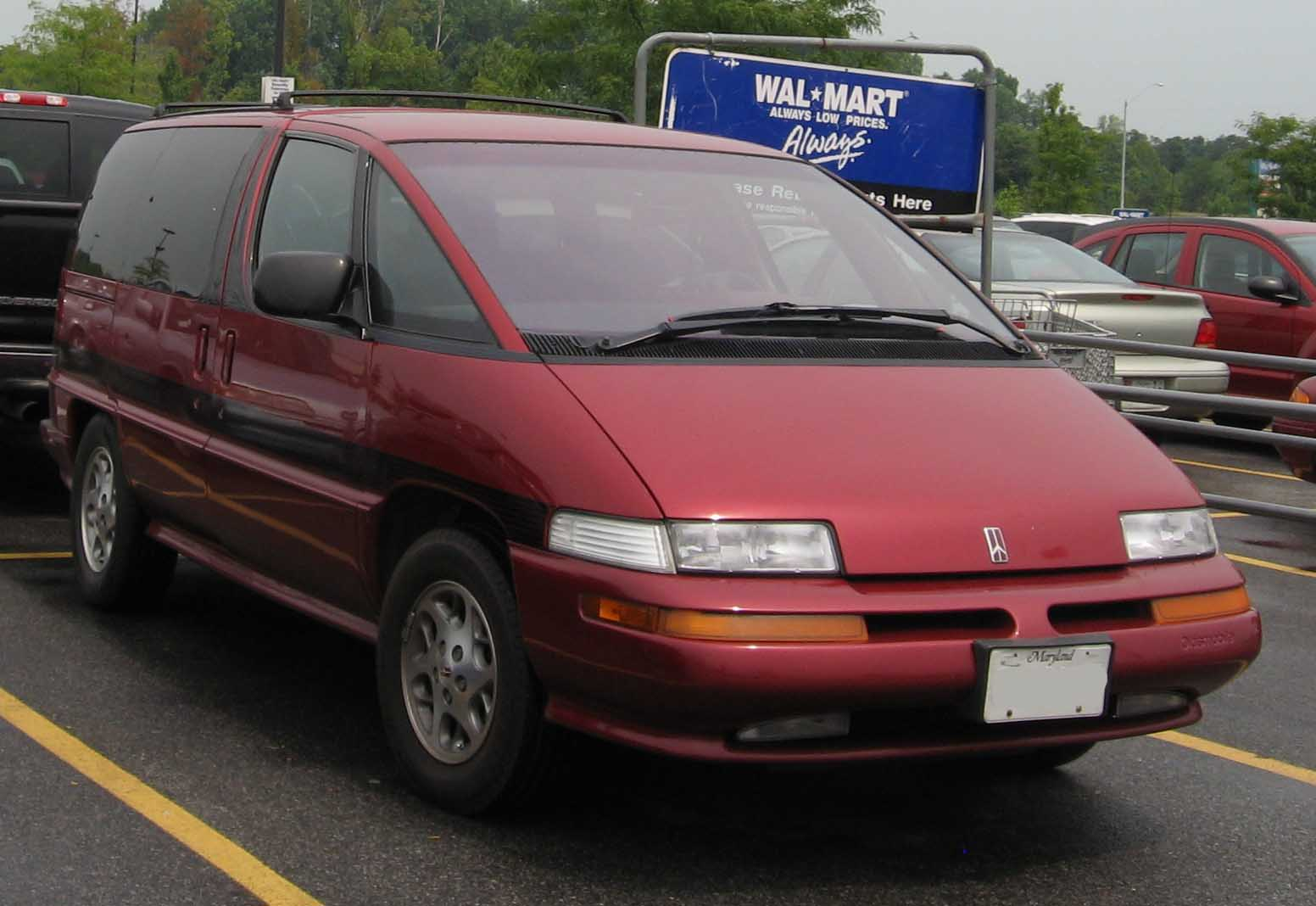
Una Oldsmobile Silhouette prodotta dal 1993 al 1996

  - il design fu rivisto con l'installazione di fanali anteriori avvolgenti ed il montaggio di fendinebbia.
  - il design dei fanali posteriori fu cambiato da un formato in segmenti ad un colore rosso uniforme con sfumature nere lungo i bordi. Questo stile fu già utilizzato sulla Pontiac Trans Sport;
  - fu reso noto che sarebbero state introdotte le porte scorrevoli ad azionamento elettrico radiocomandato, ma l'annuncio non ebbe seguito;
  - fu proposta una nuova consolle centrale con nuovi controlli per l'aria condizionata, un grande vano portaoggetti ed uno spazioso cassetto alla sua base;
- 1994
  - fu aggiunto al cruscotto un bordo più spigoloso con l'obbiettivo di rendere meno percepibile la distanza tra esso ed il parabrezza;
  - vennero introdotte le porte scorrevoli ad azionamento elettrico radiocomandato;
  - i posti per i bambini in corrispondenza della seconda fila di sedili posteriori diventò un optional;
  - il controllo di trazione diventò un optional;
  - i vetri posteriori oscurati, ora utilizzavano una tonalità più scura di prima;
  - diventò di serie l'airbag lato guida;
  - il portabagagli diventò di serie su tutte le Silhouette, ma rimase un optional sulle Chevrolet e sulle Pontiac;
- 1995
  - il blocco/sblocco automatico delle porte, quando il cambio automatico veniva spostato o portato dalla/nella posizione di parcheggio, era una caratteristica integrata nel pacchetto di sblocco automatico delle portiere;
- 1996
  - anno finale di produzione della prima serie. Fu rimpiazzata l'anno successivo dalla seconda serie;
  - entrambi i motori V6 utilizzati nella prima serie, cioè quello da 3,1 L e quello da 3,8 L, furono sostituiti da un altro V6, ma da 3,4 L di cilindrata (sigla 3400);
  - il controllo di trazione diventò un optional;

## La seconda serie
La seconda serie della Silhouette fu fabbricata a Doraville, in Georgia. Il primo esemplare di questa seconda generazione uscì dalle catene di montaggio il 6 agosto 1996. In Canada fu commercializzata a partire dal 1998. Diversamente che sulle Venture e Trans Sport, il portabagagli era di serie su tutte le Silhouette. La versione base (offerta solamente il primo anno) era l'unica offerta a passo corto e con la porta scorrevole lato guida disponibile come optional; tutte le altre versioni della Silhouette erano a passo lungo e con la portiera scorrevole offerta di serie.
La sola trasmissione disponibile fu un cambio automatico a quattro velocità e con sigla 4T65-E.
Come già accennato erano disponibili due carrozzerie, a passo corto ed a passo lungo, che avevano però la stessa larghezza, 1834 mm. La prima versione aveva un passo di 2.845 mm, una lunghezza di 4.760 mm ed un'altezza di 1.712 mm, mentre per la seconda le dimensioni sopraccitate erano, rispettivamente, di 3.048 mm, 5.116 mm e 1.730 mm. A differenza della serie precedente, le dimensioni furono studiate per rendere adatta la nuova serie del modello anche per le strette vie europee. Il pianale utilizzato fu ancora il tipo U della General Motors, che condivise anche con altri modelli del gruppo, quali la Chevrolet Venture e la Pontiac Montana. Il veicolo fu costruito in monoscocca.
Durante lo sviluppo dei modelli monovolume che si basavano sul pianale U, la General Motors operò ampiamente il benchmarking sulla Dodge Caravan, sulla Plymouth Voyager e, soprattutto, sulla Chrysler Town & Country. Questi modelli avevano una quota di mercato di circa il 50%. Sfortunatamente per il gruppo General Motors, i modelli Chrysler, che vennero usati come modello di riferimento, furono sostituiti nel 1996 da una serie completamente nuova di monovolume, che erano più slanciati ed avevano un migliore design rispetto ai modelli antenati. Inoltre, questi modelli Chrysler avevano in dotazione dei pacchetti che non erano disponibili sui concorrenti.
La Silhouette, essendo un veicolo di caratteristiche lussuose, fu uno dei primi modelli ad offrire un videoregistratore con uno schermo a cristalli liquidi per permettere la visione nei sedili posteriori. Questo optional fu molto richiesto dalle famiglie con i bambini. Nel 2001, la Silhouette fu oggetto di un leggero restyling che fu incentrato, tra l'altro, sulla calandra, che divenne cromata.

### Gli allestimenti
- Base • 1997
- GL • 1997–2004
- GLS • 1997–2004
- GS • 1998–1999
- Premiere • 1998–2004

### Motorizzazioni
- 1997–2004 • LA1 3400: V6 da 3,4 L di cilindrata e da 170-185 CV di potenza;

### Sicurezza

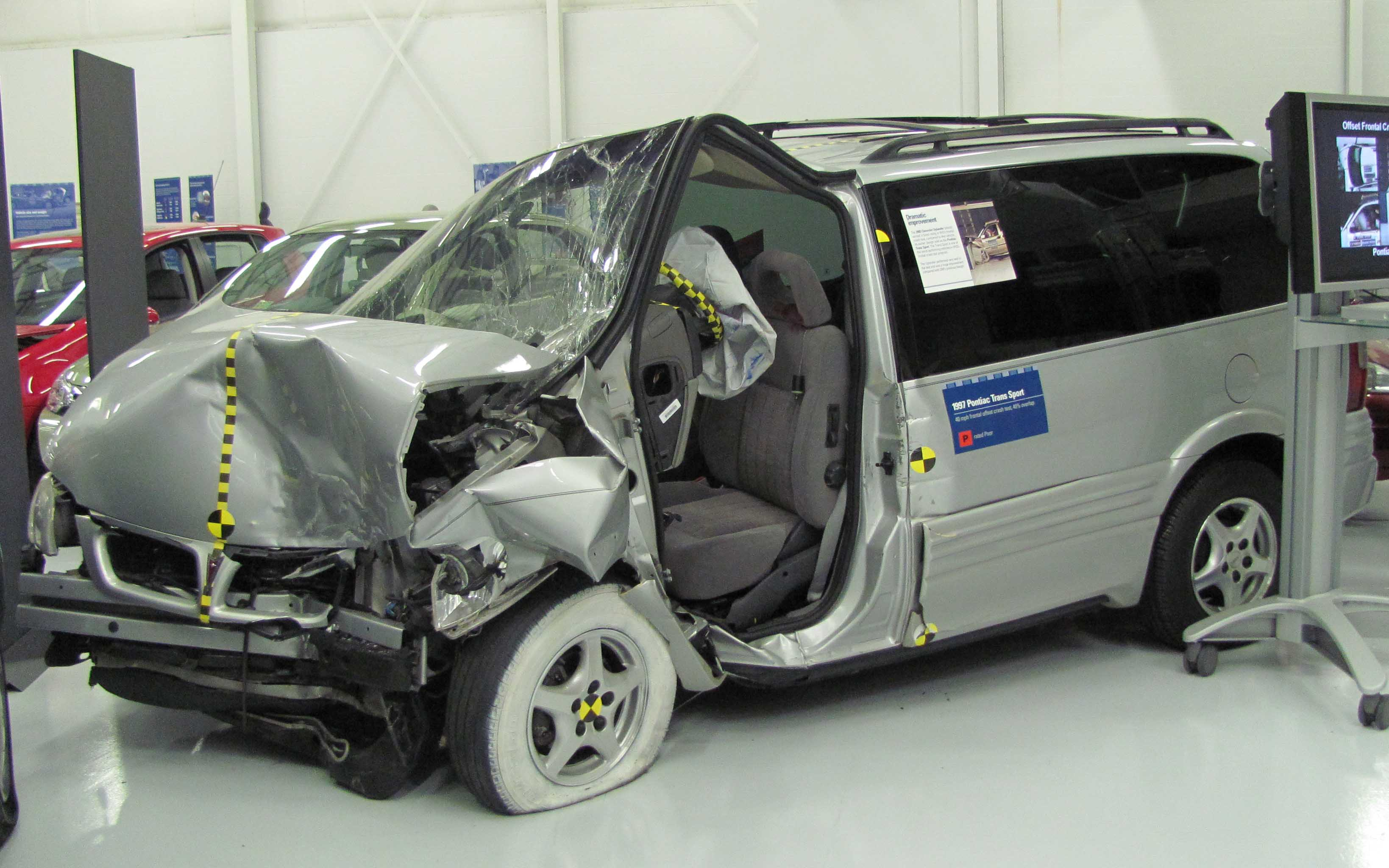
Una Pontiac Trans Sport del 1997 dopo un crash test eseguito dalla Insurance Institute for Highway Safety

La seconda serie della Silhouette ricevette un basso giudizio dall'Insurance Institute for Highway Safety. Alcune rilevazioni fatte dall'istituto citato furono:
- deformazione cospicua della parte sinistra dell'abitacolo con poco spazio per la sopravvivenza del guidatore;
- il movimento dello sterzo all'indietro, estremamente pronunciato, urtava fortemente la testa del manichino;
- la posizione innaturale delle gambe del manichino posizionato sui posti a sinistra indicava che queste parti del corpo sarebbero state pesantemente ferite in incidenti reali;
- l'urto laterale da sinistra si ripercuoteva sulla gamba sinistra del manichino, a tal punto da spezzargli la caviglia;

La National Highway Traffic Safety Administration diede invece quattro stelle per la protezione del guidatore e tre stelle per quella del passeggero nel caso di un urto frontale a 56 km/h. In caso di impatto laterale, l'istituto diede cinque stelle per la protezione dei passeggeri, sia anteriori che posteriori.
I problemi di sicurezza del modello Montana vennero affrontati con il nuovo Montana SV6, che guadagnò il più alto punteggio da parte dell'Insurance Institute, nelle prove di urto frontale.